# Triphyophyllum
Triphyophyllum é um género botânico composto por uma única espécie pertencente à família Dioncophyllaceae. É nativo da costa oeste da África tropical, crescendo nas florestas  húmidas tropicais da Serra Leoa e Libéria.
Trata-se de uma liana com um ciclo de vida composto por três etapas (uma delas em que é carnívora), cada uma delas caracterizada por folhas de formas diferentes. No primeiro estágio, possui folhas lanceoladas sem características especiais. No entanto, desenvolve posteriormente folhas longas e glandulares, que se assemelham às de Drosophyllum, que capturam insectos. Após isto, a planta entra na sua forma adulta de liana, com pequenas folhas não-carnívoras e caule contorcido e comprido.
O T. peltatum é, actualmente, apenas cultivado em três jardins botânicos: Abidjan, Bonn e Würzburg. É extremamente raro em colecções privadas.